# Wojna Wilhelmingów
Wojna Wilhelmingów – niewielki konflikt zbrojny o panowanie nad Marchią Panońską, toczący się w latach 882-884 w obrębie rodu Wilhelmingów.
Swój początek miał w rebelii Engelschalka II, syna Engelschalka I, który domagał się od stryja Aribo władzy nad marchią. Aribo korzystał ze wsparcia cesarza Karola Otyłego, zaś Engelschalk Arnulfa z Karyntii. Do wojny, po stronie Aribo, wmieszał się także władca wielkomorawski, Świętopełk I, który najechał ziemie kontrolowane przez Engelschalka.
Ostatecznie Aribo utrzymał swoją władzę nad Marchią Panońską, potwierdził ją także cesarz Karol. Dowodem silnej pozycji Aribo jest zachowanie władzy także po zmianie na cesarskim tronie, po śmierci Karola do władzy doszedł Arnulf z Karyntii.